# Sixdegrees
Sixdegrees (także jako SixDegrees.com) – serwis społecznościowy istniejący od stycznia 1997 roku do 30 grudnia 2000 roku, założony przez Andrew Weinreicha. Serwis był oparty na koncepcji sześciu stopni oddalenia sugerującą, że dowolne dwie osoby na świecie dzieli maksymalnie sześć relacji pośrednich. Można było się w nim zarejestrować po otrzymaniu odpowiedniego zaproszenia e-mailem. Pierwsi użytkownicy otrzymali zaproszenia listownie, w dniu prezentacji. Portal oferował możliwość tworzenia list znajomych czy zakładania własnych profili.
W grudniu 1999 roku serwis został sprzedany firmie Youth Stream Media Networks za 125 milionów dolarów. Nabywająca serwis firma miała w planach wypromować go wśród młodszych użytkowników internetu. Przed sprzedażą serwisu autor miał w planach dodanie funkcji publikowania obrazków czy filmów oraz ewentualne przekształcenie Sixdegrees w platformę wspierającą mechanizm pojedynczego logowania. Z tego względu Sixdegrees uważany jest za protoplastę Facebooka, założonego przez Marka Zuckerberga kilka lat później, oraz za pierwszy serwis społecznościowy w całej historii internetu.
Portal ten spowodował popularyzację trendu platform społecznościowych, jednak ze względu na dość ograniczony zasięg działania internetu w późnych latach 90., serwis nie zdobył wystarczającej rozpoznawalności i został zamknięty z powodu jego nierentowności. W serwisie przez cały okres jego istnienia zarejestrowanych było 3,5 mln użytkowników.